# São José do Ouro
São José do Ouro é um município brasileiro do estado do Rio Grande do Sul.